# Reserva natural Bahía San Blas
La Reserva Natural Bahía San Blas es un área natural protegida provincial ubicada en el partido de Patagones, Buenos Aires, Argentina.
Declarada «Reserva Natural de Uso Múltiple» por la Ley provincial n.º 12788 -y su modificación, Ley n.º 13366- que incluye a las islas, bancos y aguas pertenecientes a las bahías San Blas, Unión y Anegada. La misma ley declara un sector como Refugio de Vida Silvestre. Es una APCM (área protegida costero marina), formando parte del SIAPCM (Sistema Interjurisdiccional de Áreas Protegidas Costero Marinas).

## Características
Se encuentra a 92 km de Carmen de Patagones. Tiene una superficie de 80 000 ha de tierras -de las cuales 65 000 corresponden al Refugio Vida Silvestre- y 235 000 ha de aguas pertenecientes al sistema oceanográfico de El Rincón. Entre las islas que se encuentran en las bahías están las islas de los Césares, Flamenco, Gama y Jabalí, esta última conocida como «Paraíso de los pescadores», por su variedad y abundancia de especies ictícolas. Allí está ubicada la localidad Bahía San Blas, constituida por dos poblaciones, puerto Wassermann y pueblo Mulhall. El suelo de la isla Jabalí está conformado casi en su totalidad por un manto de canto rodado cubierto en parte por médanos, lo que la convierte en un yacimiento apto para la extracción. Sin embargo, al ser una zona de uso sustentable controlado no están incluidas las actividades mineras a escala industrial.

## Fauna
Es una zona de particular representatividad, exclusividad y de producción de recursos acuícolas.

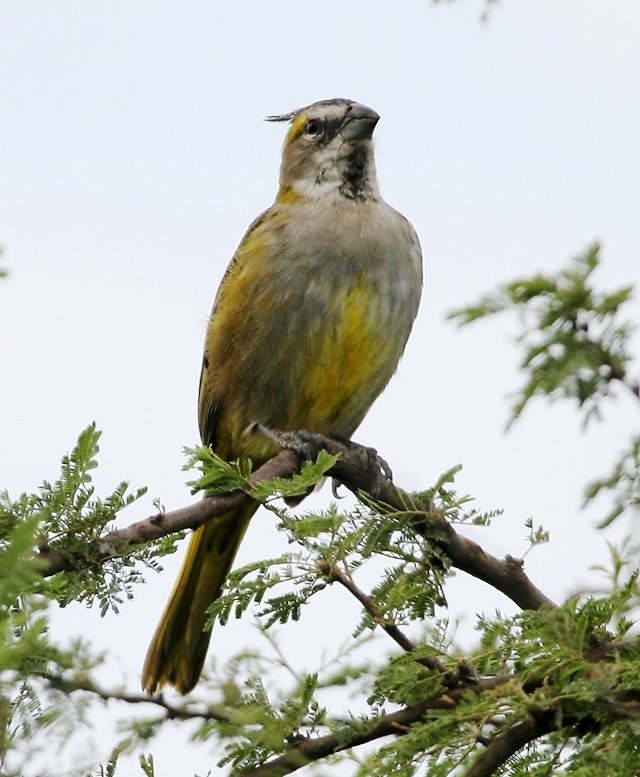
cardenal amarillo

Varias especies de tiburones habitan la zona: gatopardo o tiburón vaca de hocico corto, escalandrún o tiburón toro, bacota o tiburón cobrizo, tiburón martillo y cazón, incluyendo el gatuzo (Mustelus schmitti), especie endémica del Atlántico sudoccidental.
Especies vulnerables.
Es hábitat y área de reproducción del delfín Franciscana o del Plata; del tiburón vitamínico o cazón; la abundancia de cangrejos en los ambientes marinos, alimento principal de la gaviota de Olrog hace que sea uno de los principales sitios de cría de esta especie clasificada como vulnerable.
El cardenal amarillo tiene estatus CITES 1, y figura en la lista roja de la UICN como especie en peligro. La loica pampeana (Sturnella defilippii), también es una especie vulnerable.

## Actividades
- Pesca:

La ley 10 907 (Ley de Reservas y Parques Naturales) de la provincia de Buenos Aires, establece que en el ámbito de las reservas naturales provinciales rige la prohibición de extraer especies vivas de animales y plantas, y «la pesca, caza y cualquier otro tipo de acción sobre la fauna, salvo cuando valederas razones científicas así lo aconsejaren»; sin embargo la ley 12 788 exceptuó la pesca artesanal y la deportiva dejando a criterio de la autoridad de aplicación la suspensión de esta actividad. Tanto la reserva Bahía San Blas como la Reserva Natural Bahía Blanca, Bahía Falsa y Bahía Verde se destacaban por la pesca y los concursos de pesca, entre ellos, los de tiburones, que se prohibieron en 2003 en la primera, y en 2006 se aplicaron restricciones en la segunda; en 2007 se presentaron los planes de manejo de ambas reservas que establecieron la modalidad de pesca de captura, marcado y devolución de tiburones y ese mismo año, el Ministerio de Asuntos Agrarios de la provincia por Disposición 217 de la Dirección de Desarrollo Pesquero, estableció la devolución obligatoria de los grandes tiburones costeros.
- Extracción de ostras:

La almeja amarilla (Mesodesma mactroides) endémica en la zona está amenazada por la introducción de la ostra del Pacífico u ostra japonesa, mencionada también como ostra cóncava, incorporada artificialmente en 1985 para su explotación. En 1996 el Ministerio de Asuntos Agrarios por disposición n.º 1238 prohibió la extracción comercial y turística de la almeja amarilla en toda la costa de la provincia de Buenos Aires. En 2002 se creó el «Programa de Aprovechamiento Productivo de la Ostra del Pacífico» (DPFAP n.º 208), permitiendo la recolección de la ostra exótica por disposición n.º 209. Hay dos plantas de cultivo o criaderos de ostras, una en Bahía San Blas y otra en Los Pocitos; se permitió el establecimiento de estas industrias como actividad productiva que además permite controlar la población de esta especie y obtener mejor calidad en los bivalbos. En 2005 se crea la zona AR-BA-001 categoría A en bahía Anegada, convirtiéndose en la primera zona productora de moluscos bivalvos. La ría del Jabalí es la zona AR-BA-002 y Bahía San Blas la AR-BA-003, reconocidas por el Senasa por Resolución n.º 371 de 2008.